# ラウダ航空004便墜落事故
ラウダ航空004便墜落事故（ラウダこうくう004びんついらくじこ）とは、1991年5月26日16時17分（UTC、以下同様）頃に発生した航空事故。ラウダ航空004便（ボーイング767-300ER型機、機体記号: OE-LAV、コールサイン: Lauda Air 004）が、タイ国スパンブリー県ダーンチャーン郡（バンコクの北西94海里）付近上空を飛行中、第1（左）エンジンのスラストリバーサー（逆推力装置、逆噴射装置）が動作して操縦不能となり、急降下時の速度超過によって空中分解に至った。乗員乗客223名全員が死亡した。

## 機体と乗務員
- 機体：ボーイング767-3Z9ER[1]（機体名 モーツァルト、機体記号 OE-LAV[2]、1989年製造[1]）
- 運航乗務員：2名（アメリカ人機長 トーマス・J・ウェルチ、オーストリア人副操縦士 ジョセフ・ターナー）[1]
- 客室乗務員：8名[3]
- 乗客：213名[3]

## 事故状況
当該便は香港発バンコク経由でウィーンを最終目的地とする定期国際航空便であり、香港からバンコクまでのフライト、およびバンコクでの乗客の乗換えや荷物の積み下ろしの後に離陸（16時02分）するまでは、特段の異常はなかった。
離陸から5分45秒後の16時7分ごろ、コックピット内センターペデスタルの表示ランプに“REV ISLN”という黄色表示が現れた。EICASにも同様の表示 ("L REV ISLN") が現れ、どちらも周期的に点灯しては消えるという状態を繰り返した。副操縦士は機内備え付けのクイック・リファレンス・ハンドブック (Quick Reference Handbook, QRH) を参照し、これはスラストリバーサーの油圧隔離弁 (Hydraulic Isolation Valve, HIV) の異常であり、「更なるシステム故障が発生すると飛行中に（リバーサーが）動作することがある」と書かれている、と操縦をしていた機長に報告した。これに対して機長は「表示は常時点灯状態ではなく、点いたり消えたりしている」、「これはただの Advisory（助言）項目だよな（EICASの表示は緊急度の高い順に Warning / Caution / Advisory の3種類に区分され、表示色や音声警報が出る・出ないなどの違いがあるが、当該異常表示は“Advisory”扱いに区分されるものだった）」、「きっと湿気か何かのせいだろう」と受け流した。実際、QRH にもこの Advisory 表示に関しては、それに対応して何らかの操作・処置を行うといった指示は書かれていなかった。
ところが、それから約10分後の16時17分、副操縦士が“oh reverser's deployed（逆噴射装置が作動）”と発言し、直後に振動音や金属が擦れ合うようなノイズ、機長の“Jesus Christ!（何なんだ!）”という発言が CVR に記録されている。この時点で高度24,700フィート、対気速度はおよそマッハ0.78で、エンジンはこの時まで上昇時出力を発生していた（ただしスラストリバーサー動作直前にはエンジンは一旦アイドル状態となる）。単純にエンジンの推力を絞るのとは異なり、スラストリバーサーが動作すると周囲に乱流が発生し、エンジンが主翼下にパイロンで吊り下げられたタイプの航空機では、この乱流が主翼上下の気流に影響を及ぼし、結果として揚力が減少する（当該事故では主翼揚力はおよそ25%低下していた）。実際、機長は修正しようとして、“Here, wait a minute!（まだだ、待ってくれ）”と発言し左エンジンの燃料供給を止めたが、たった数秒で制御不能に陥ったと確信し、“Ah, Damn it! （ああ、畜生!）”と最期の言葉を発言した。はじめにラダーと左エレベータが脱落し、続いて右水平安定板の下面後半部大半が失われた。このことで左水平安定板のみが揚力を発生したため機体尾部にねじれを生じ、どちらが先かは不明だが、ついには垂直安定板と左水平安定板も失った。その結果機体は急激な前転状態となり、両方の主翼が下側に折れ曲がり、その数秒後には胴体を含め空中分解した。これがスラストリバーサー動作の29秒後であり、空中分解と思われる複数の爆発音とともに CVR 記録は終了している。
破片の飛散状況や速度および降下角度に不確定な要素があるが、空中分解時の高度は 10,000 フィート以下と推定されている。
この事故で乗員・乗客223人全員が死亡し、タイで起きた航空事故としては2020年現在でも史上最悪の犠牲者を出した。
また、ボーイング767による死亡事故としては、アメリカ同時多発テロを除くと最悪の犠牲者数を出した事故となった。

## 原因

### 調査
機体が空中分解したために、破片がジャングル地帯の広範囲に分散落下したこと、さらには事故直後より無関係の部外者が現場に立ち入って高価そうな部品類を持ち去ることが横行したため、調査団による証拠品の回収が難しかった。

### 臆測されたテロ説
機体が空中分解したことや、墜落時に「機体が燃えながら落ちてきた」という目撃者の証言などから、当初004便が墜落した原因に爆弾テロが疑われた。パンナム103便やUTA航空772便爆破事件のようにリビアが欧米からの経済制裁への報復として004便を狙ったという説や、イラクによる湾岸戦争に介入した多国籍軍への報復説、さらには、乗客にタイの麻薬取締に協力した国連職員が乗っていたため、タイの麻薬王が004便を爆破したという説まで噂された。
だが、ラウダ航空のオーナーであったニキ・ラウダはテロ説には当初から懐疑的であり、その後に回収・解析された証拠はこれらのテロ説を否定した。

### レコーダー類の回収
CVRは回収され、内容を読み出すことができた。FDRは回収されたが墜落後の火災の熱によりデータは破壊されており内容を読み出すことができなかった。一方、回収された EICAS の構成部品やエンジン電子制御部 (electronic engine control, EEC) に組み込まれていた不揮発性メモリ中にはいくつかのパラメータやデータが残っており、これらにより事故当時の状況をある程度は推定することができた。

### スラストリバーサの展開
スラストリバーサを展開する（エンジンカウルが移動してジェットの方向を変える）には、安全を考慮して直列に配置された2種類の油圧制御弁が両方とも開く必要がある。一つは油圧源側に位置する油圧遮断弁（Hydraulic Isolation Valve, HIV）であり、これが閉じていればその下流のバルブが動作してもカウルは動かない。もう一つは方向制御弁 (Directional Control Valve, DCV) と呼ばれ動作油の流路（カウル展開 / 格納）の切り替えを行う。HIV、DCV ともにこれらが動作するにはいくつもの条件が設定されており、通常であれば飛行中にスラストリバーサが動作することはない。
当該機種では、スラストリバーサのカウルが正しく格納（通常飛行）位置にあることをカウル端部に設けられたセンサによって監視し、必要な場合（位置ずれ検出時）には正しい位置に戻す機能が備えられている。カウルを正しい位置に戻すためには油圧が必要なので、飛行中でも HIV が開く（このことをパイロットに知らせるため、飛行中に HIV が開くと "REV ISLN" 警告が点灯する）。この状態でその下流に位置する DCV が何らかの理由によりカウル展開側に開くと飛行中でもスラストリバーサが動作する可能性がある。CVR の会話内容（「"REV ISLN" が点いたり消えたりしている」）から、上記センサが位置ずれを検出（もしくはセンサ自体あるいはその配線の不良、取り付け位置ずれの可能性も考慮される）して正規な位置に戻す動作を繰り返していたことが推定される。
事故報告書では可能性の一つとして、ここで配線類のショートサーキット（短絡）を発端とした一連のプロセスが生ずれば、これらのバルブ類の不意の開閉も起こり得るとした。すなわち、バルブ類開閉のための電力を供給する電気配線類は一緒に束ねられてコックピットからエンジンまで胴体内を引き通されているが、この中の1本でも過熱ショートを生じると他に類焼して被覆が剥がれ、素線同士が接触して通電が生じるという仮説である。
この仮説には説得力があったが、機体が空中分解により広範囲に飛散し、かつそこがジャングル地帯のため部品類の完全な回収ができなかったこともあり、仮説を裏付ける証拠品を得ることができなかった。このため公式にはスラストリバーサが展開した正確な原因は不明とされた。

### 回復操縦操作
FAA の規則では、スラストリバーサが飛行中に動作しても飛行を続けられなければならないとされており、767 型機の型式証明取得に際しては、実際、試験も行われている。ボーイングの提出した試験条件は、
1. 高度はおよそ10,000フィート、対気速度は220ノット
2. 片側エンジン出力をアイドル状態としてリバーサを動作させる

というものであり、この試験法で FAA の認証を受け、これに基づいて試験飛行を行い合格している。なお、上記試験時の条件を超える高度、速度の領域では、操縦に与える影響はむしろ少なくなると当時は信じられており、過去に B747 型機で発生した飛行中のスラストリバーサ誤動作事例では試験時のそれより高高度かつ高速であったが、操縦性が悪化するとの報告はされていなかったことがこれを裏付けていた。
当該事故では高度と速度がともに試験条件よりはるかに高く、また、スラストリバーサが展開した時点ではエンジン出力が試験と異なりアイドルではなく最大上昇出力だった。リバーサ展開と同時にエンジン出力をアイドルに下げる機能が動作したが、実際にアイドル出力まで下がるには8秒程度を要した。
当時ボーイングでは過去の風洞実験データ（速度200ノットまで、エンジン出力はアイドル状態）から当該事故におけるスラストリバーサ動作時の揚力減少は 10 % 程度であろうと見積もっていた。また、この数値を適用して1991年6月にシミュレータ試験を行ったところ、比較的容易に回復操作が可能だった。しかし、これは事故当時の CVRの会話解析の内容と大きく矛盾した。
そこで改めてボーイング・バートル社の風洞を使った再調査が行われた。この調査は、速度は依然低速であり、またスケールモデルを使用しているので推定でしか判断できない要素も多いが、以前のデータよりは当該事故に近い条件（高度、速度等）が再現されていると思われた。この調査に際し、エンジン出力を最大上昇時のそれからスロットルをアイドルにセットしても実際のエンジン回転数が下がるのに6ないし8秒程度を要することから、アイドル出力だけでなく上昇時出力時における測定も行われた。その結果、上昇出力においてはおよそ 25 %、アイドル時では 13 % の揚力減少が確認された。
この結果をシミュレータに入力し、再度試験したところ（1991年9月）、25 % 揚力減少のケースでは放っておけば機体は毎秒28度の割合で左にロールし、かつ急激なダイブ（降下）が起こり、たちまち速度超過状態となった。操縦者にボーイングのチーフテストパイロットを起用して試験を繰り返した結果、右エンジンが上昇出力状態のままの場合とアイドル状態とした場合でそれぞれ 4 秒および 6 秒以内に操縦桿とラダーを右一杯に操作すればかろうじて機体の制御を保つことができるということが分かったが、それを過ぎるといかなる操作を行っても速度超過からの回復は不可能になるとの結論を得た。
ラウダ航空のパイロットは十分な経験を持っていたが、一般にこのような高度や速度では操縦桿やラダーペダルを一杯まで操作することはなく、また、そもそも、このような事態を想定した訓練自体がなく、当然彼等もこの様な状況に対応する訓練は受けてない。加えて、操縦席の g 変動も凄まじかったため、4ないし6秒といった短時間のうちに回復操作を行うことは到底できなかったろうと推定された。いずれにしてもスラストリバーサが動作した時点で空中分解は不可避だったとされた。

## その後
この事故は、たとえ（当時の基準で）型式証明を取得していたとしても、高高度・高速度で、かつエンジンが相当の推力を発生している状態でスラストリバーサが誤動作したら、安全に操縦を継続することはほぼ不可能となるという実例となった。また、この当時各社ではより大型の双発ジェット旅客機が開発途上にあり、これら機種の認証基準も従前のままとすることができなくなった。
このため FAA は1991年10月に航空宇宙産業の業界団体である AIA (Aerospace Industries Association) と合同でタスクフォースを編成し、様々な機種の実情や型式証明の認証基準（試験方法）、操縦マニュアルの改定、スラストリバーサが飛行中に誤動作させないことを目的としたより信頼性の高い仕組みなどに関する考察を行った。
調査に際して、高速高空飛行中にスラストリバーサを動作させたときに生ずる現象に関して不明な部分が多いことが分かった。このため、NASAに依頼してその所有するDC-8型機（DC-8-72、エンジンはターボファンであるCFM56型に換装済み）を試験機とした実機での高空・高速域でのスラストリバーサ動作時の空力的挙動の調査も行われた。
このタスクフォースの勧告では、型式証明における試験は低空低速かつアイドル出力だけではなく、想定される広範囲の条件での実施が必要とされ、また、パイロットミスや整備ミスを含めて飛行中にスラストリバーサが動作することのないような安全機構にもそれまで以上に厳しい基準を設けるべきとされた。この新基準の対象には既に運航中の機種も含まれていたが、なかには試験飛行が実施できない機種もあり、B767も当然そのうちの一機種となった が、最終的には暫定措置により、誤動作に対する安全機構を厳格化することで運航を継続している。

### ニキ・ラウダ
F1グランプリ世界チャンピオン3回の実績を持つニキ・ラウダは航空機の操縦にも強い興味を持ち、現役F1ドライバー時代にボーイング737型機の操縦資格も取得していた。1979年にラウダ航空を創立し、事故当時はこのオーナー兼社長だった。
ラウダは、事故発生の報告を受けて墜落現場へと駆けつけた。後年、彼は『メーデー!:航空機事故の真実と真相』でもインタビューに答えている。彼は事故現場の惨状を目の当たりにした後、復元されたCVRを聞き、パイロットたちの会話を確認したという。また、彼は同番組内で、自身が経験した1976年ドイツグランプリ決勝での大事故のことを言及し、「004便の墜落原因を何としても突き止めなければならないと思った」とも発言した。
ラウダは事故調査委員会のメンバーではなかったが、自ら進んで事故原因の究明に奔走した。
CVRを聞いた後、ラウダは自社のパイロットたちの対応には落ち度がなかったと確信した。そして、真相究明のためにボーイング社に乗り込んだが、当初はボーイング側が相手にしなかった。
だが、ラウダが昼夜を問わず767の担当者を追い回した結果、ボーイング側がラウダを受け入れた。
彼はカタログスペックの検証をボーイング社のスタッフと共に行なったが、スラストリバーサ動作による主翼揚力減少が10%と見積もられていたことに疑問を呈した。
その後、ボーイング社は揚力減少が実際には25%に及んでいたことを認めたが、その場合でも、シミュレータ試験では辛うじて操縦が可能であったと主張したため、ラウダは自分にも同条件で試験させてほしいと依頼した。ここでラウダは15回挑戦して1度も操縦を回復することができなかった。
この結果から、「シミュレータ試験で回復できたというパイロットに実機を操縦させて同じ試験を行え。私もそれに同乗する」と言い、「それができないなら今回の事故の責任は運航者のラウダ航空（パイロットや整備士ら）にはなく、機体製造者（ボーイング）にあったことを公式にコメントすべし」と迫った。
ボーイングは最終的にはラウダの意を酌んだコメントを発表し、その後の遺族に対する補償に際しても、ラウダ航空と共同して金銭の支払いを行った。

## この事故を扱った番組
- メーデー!:航空機事故の真実と真相 第12シーズン第2話「ラウダ航空004便」 - なお、番組内にはラウダ自身も登場している。